# Cernotina nigridentata
Cernotina nigridentata là một loài Trichoptera trong họ Polycentropodidae. Chúng phân bố ở vùng Tân nhiệt đới.